# Johannes van Bree
Pour les articles homonymes, voir Van Brée.
Johannes Bernardus van Bree (né le 29 janvier 1801 à Amsterdam – mort le 14 février 1857 dans la même ville) est un chef d'orchestre, violoniste et compositeur néerlandais.

## Biographie
Il a été l'élève de Jan George Bertelman.
De 1829 jusqu'à l'année de sa mort, il a dirigé la Felix Meritis Society. Il a aussi été directeur de l'école de musique de la Société pour la promotion de la musique à Amsterdam.
Comme chef d'orchestre il a donné les premières auditions néerlandaises de la Symphonie fantastique de Berlioz (en 1855) et de la Faust Overture de Richard Wagner (en 1856).

## Œuvres (sélection)
- Opéras
  - Sappho[1]
  - Nimm dich in Acht[1]
  - Le Bandit[1] (ouverture enregistrée sur le label NM Classics[3])
- Œuvres chorales et vocales
  - Messe pour solistes, chœur mixte et orchestre en la bémol (env. 1830)[4]
  - Messe pour chœur à deux voix et orgue en fa[5]
  - Trois messes tribus vocibus humanis, comitante organo pour chœur d'hommes à trois voix et orgue (1837)[5]
  - Cantate "St. Cecilia's Day" (en ré)[4]
  - Psaume 84 (1840s?)[4]
- Œuvres orchestrale et de musique de chambre
  - Ouverture en si mineur[3]
  - Ouverture en mi bémol majeur (1839)[4]
  - Scène, pour cor et orchestre (1841)[5]
  - Variations pour violon et piano (1837)[4]
  - Concerto pour violon[6]
  - Allegro pour quatre quatuors à cordes en ré mineur (environ 1845)[4]
  - Scherzi, pour piano (environ 1855 ?)[4]
  - Quatuors à cordes :
    - no 1 en la mineur (1834 environ)[5],
    - no 2 en mi bémol (1840 environ, dédié à Wilhelm Bernhard Molique)[5],
    - no 3 en ré mineur (1848 environ)[7]

## Source
- (en) Cet article est partiellement ou en totalité issu de l’article de Wikipédia en anglais intitulé « Johannes Bernardus van Bree » (voir la liste des auteurs).